# 安達·施華
安達·米基爾·瓦伦特·达施華（葡萄牙語：André Miguel Valente da Silva，葡萄牙語發音：[ɐ̃ˈdɾɛ ˈsiwvɐ]，1995年11月6日—）是一名葡萄牙職業足球員，司職前锋，現効力西甲球队埃尔切，也代表葡萄牙国家队出战国际比赛。

## 球會生涯

### 波圖
席爾瓦在波爾圖結束了他的青年生涯，並於2011年15歲時與青年隊簽約。2013年8月12日，他完成了自己的職業首秀，在葡甲波圖B隊客場3-2擊敗比拉馬獲勝的比賽第77分鐘替補托澤出賽。
2016年8月21日，他簽署了一份新的五年合約，其中包括6000萬歐元的解約金條款。

### AC米蘭
2017年6月12日，施華轉會至意大利甲組足球聯賽球會AC米蘭，轉會費為3800萬歐元，簽約5年。

### 法蘭克福
法兰克福宣佈從AC米蘭借用安達·施華，同時亦將雷比奇作為交換。
2020年9月10日，法兰克福從AC米蘭簽下安達·施華，並提供為期三年的合約。

### RB萊比錫
2021年7月2日， RB萊比錫從法兰克福簽下安德烈·席爾瓦，並提供為期五年的合約。
2023年8月2日，席爾瓦以租借形式轉會至西甲俱樂部皇家蘇斯達，為期一個賽季，並有購買選擇權。

## 國家隊生涯
2016年8月26日，他由主教練費爾南多·桑托斯首次召集到葡萄牙國家足球隊。
2016年10月7日，2018年國際足協世界盃預選賽對上安道爾，席爾瓦取得了在成年隊的第一個進球。

## 生涯統計

### 球會
截至2016年12月7日
| 球會     | 賽季        | 聯賽 | 聯賽 | 盃賽 | 盃賽 | 聯賽盃 | 聯賽盃 | 歐洲賽事 | 歐洲賽事 | 總計 | 總計 |
| 球會     | 賽季        | 出場 | 入球 | 出場 | 入球 | 出場   | 入球   | 出場     | 入球     | 出場 | 入球 |
| -------- | ----------- | ---- | ---- | ---- | ---- | ------ | ------ | -------- | -------- | ---- | ---- |
| 波圖B隊  | 2013–14賽季 | 21   | 3    | –    | –    | –      | –      | –        | –        | 21   | 3    |
| 波圖B隊  | 2014–15賽季 | 34   | 7    | –    | –    | –      | –      | –        | –        | 34   | 7    |
| 波圖B隊  | 2015–16賽季 | 29   | 14   | –    | –    | –      | –      | –        | –        | 29   | 14   |
| 波圖B隊  | 總計        | 84   | 24   | 0    | 0    | 0      | 0      | 0        | 0        | 84   | 24   |
| 波圖     | 2015–16賽季 | 9    | 1    | 2    | 2    | 3      | 0      | 0        | 0        | 14   | 3    |
| 波圖     | 2016–17賽季 | 12   | 7    | 2    | 0    | 0      | 0      | 8        | 5        | 22   | 12   |
| 波圖     | 總計        | 21   | 8    | 4    | 2    | 3      | 0      | 8        | 5        | 36   | 15   |
| 生涯總計 | 生涯總計    | 105  | 32   | 4    | 2    | 3      | 0      | 8        | 5        | 120  | 39   |

### 國家隊入球
截至2017年6月9日
| # | 日期           | 地點                                             | 對手     | 入球 | 比數 | 比賽               |
| - | -------------- | ------------------------------------------------ | -------- | ---- | ---- | ------------------ |
| 1 | 2016年10月7日  | 葡萄牙，阿威羅，阿威羅市政體育場                 | 安道尔   | 6–0  | 6–0  | 2018年世界盃外圍賽 |
| 2 | 2016年10月10日 | 法羅群島，托爾斯港，托爾沃勒                     | 法罗群岛 | 1–0  | 6–0  | 2018年世界盃外圍賽 |
| 3 | 2016年10月10日 | 法羅群島，托爾斯港，托爾沃勒                     | 法罗群岛 | 2–0  | 6–0  | 2018年世界盃外圍賽 |
| 4 | 2016年10月10日 | 法羅群島，托爾斯港，托爾沃勒                     | 法罗群岛 | 3–0  | 6–0  | 2018年世界盃外圍賽 |
| 5 | 2017年3月25日  | 葡萄牙，里斯本，盧斯球場                         | 匈牙利   | 1–0  | 3–0  | 2018年世界盃外圍賽 |
| 6 | 2017年6月3日   | 葡萄牙，愛斯多尼，安東尼奧·科英布拉·達莫塔體育場 | 賽普勒斯 | 4–0  | 4–0  | 友誼賽             |
| 7 | 2017年6月9日   | 拉脫維亞，里加，史干圖球場                       | 拉脫維亞 | 3–0  | 3–0  | 2018年世界盃外圍賽 |

## 榮譽

### 球會
波爾圖B隊
- 葡萄牙足球甲级联赛冠軍：2017-18賽季[14]

 RB萊比錫
- 德國足協盃冠軍：2021-22賽季

### 國家隊
葡萄牙
- 歐洲足協國家聯賽冠軍：2018-19賽季[15]
- 国际足联联合会杯季軍：2017年

### 個人
- 葡萄牙足球甲级联赛年度最佳球員：2015-16賽季
- 葡萄牙足球甲级联赛年度最佳突破球員：2015-16賽季
- 德國足球甲級聯賽賽季最佳陣容：2020-21賽季[16]

## 外部連結
- Soccerway資料庫：安達·施華
- 安達·施華在 National-Football-Teams.com 上的出场纪录